# Alfred de Musset
Louis Charles Alfred de Musset (Parijs, 11 december 1810 – aldaar, 2 mei 1857) was een Frans romantisch dichter, toneel- en romanschrijver.

## Biografie

### Jeugd
Alfred de Musset werd in het centrum van het oude Parijs, dicht bij het Hôtel Cluny, geboren in een welgestelde en gecultiveerde familie, waar hij een gelukkige jeugd kende. Zijn vader, Victor de Musset, bezette belangrijke ministersposten. Hij bracht in 1821 een uitgave uit van Jean-Jacques Rousseaus werk en kort daarna een werk over diens leven en literaire producten. Musset werd intellectueel erg gestimuleerd. Zo hadden hij en zijn broer Paul (1804-1880), die later een biografie over Alfred zou schrijven, er blijkbaar plezier in om samen oude romantische verhalen te lezen en de personages uit die werken te imiteren.
Op negenjarige leeftijd begon hij zijn studies aan het Parijse Lycée Henri IV (het Hendrik IV-lyceum). Daar toonde hij in 1827 zijn literair talent door een prijs te winnen voor zijn verhandeling over de oorsprong van de gevoelens. In deze periode ging hij om met Eugène Scribe en Anne-Honoré-Joseph Duveyrier, die toneelstukken schreef onder de naam Mélesville. Dit gezelschap werd vaak ontvangen in het huis van Mme de Musset in Auteuil en zette Musset aan tot zijn eerste gedicht.

### Literair begin
Musset rondde zijn middelbareschooltijd met succes af en begon met studies in de rechten en de geneeskunde, die hij opgaf om het leven van een jonge dandy te leiden. Musset maakte sinds zijn zeventiende deel uit van het "cenacle", een groep kunstenaars en romantische schrijvers rond Charles Nodier, dankzij diens neef, Paul Foucher, die hem er introduceerde. Daar maakte Musset kennis met dichters en schrijvers zoals Victor Hugo, Alfred de Vigny, Prosper Mérimée en Sainte-Beuve.
Hij schreef in die beginjaren een toneelstuk, waarschijnlijk onder invloed van Hugo, waarvan de plot in Spanje gesitueerd was en waarvan enkele regels bewaard zijn. In 1828 publiceerde Musset enkele verzen in een landelijke krant en las hij zijn pennenvruchten voor aan Sainte-Beuve. Op achttienjarige leeftijd publiceerde hij een vertaling, met eigen aantekeningen, van Thomas de Quinceys Opium Eater. Dit trok geen aandacht. Zijn eerste originele werk, de verzenbundel Contes d’Espagne et d’Italie, werd in 1829 gepubliceerd en was onmiddellijk een succes. Het werk werd om zijn virtuositeit geroemd door zijn literaire broeders en plaatste hem in de voorhoede van de strijd voor nieuwe ideeën. Deze verzenbundel bevatte een van zijn bekendste gedichten: Ballade à la lune.

### Schrijver van toneelstukken
Na zijn eerste verzenbundel richtte Musset zich op het theater. In 1830 bracht hij zijn eerste stuk, La Nuit vénitienne ou Les Noces de Laurette, op de planken. Dit stuk was geen succes. Mogelijk was er een oppositie tegen zijn stuk georganiseerd. Musset reageerde op een manier die tekenend is voor zijn karakter. Daar waar een ander schrijver, zich bewust van zijn genie, waarschijnlijk het publiek verder zou hebben bestookt met zijn stukken, gaf Musset het op, vervuld met afschuw door zijn falen. Vanaf dan schreef Musset enkel toneelstukken bestemd om te lezen, die in 1832 werden uitgegeven in een bundel onder de titel Un spectacle dans un fauteuil met onder andere een blijspel, A quoi rêvent les jeunes filles, en een drama, La coupe et les lèvres. Een tweede editie kwam er in 1834, met daarin historische drama’s zoals André del Sarto (1833) en Lorenzaccio (1834) en melancholische blijspelen als Caprices de Marianne (1833), Fantasio (1834) en On ne badine pas avec l’amour (1834).

### Relatie met George Sand

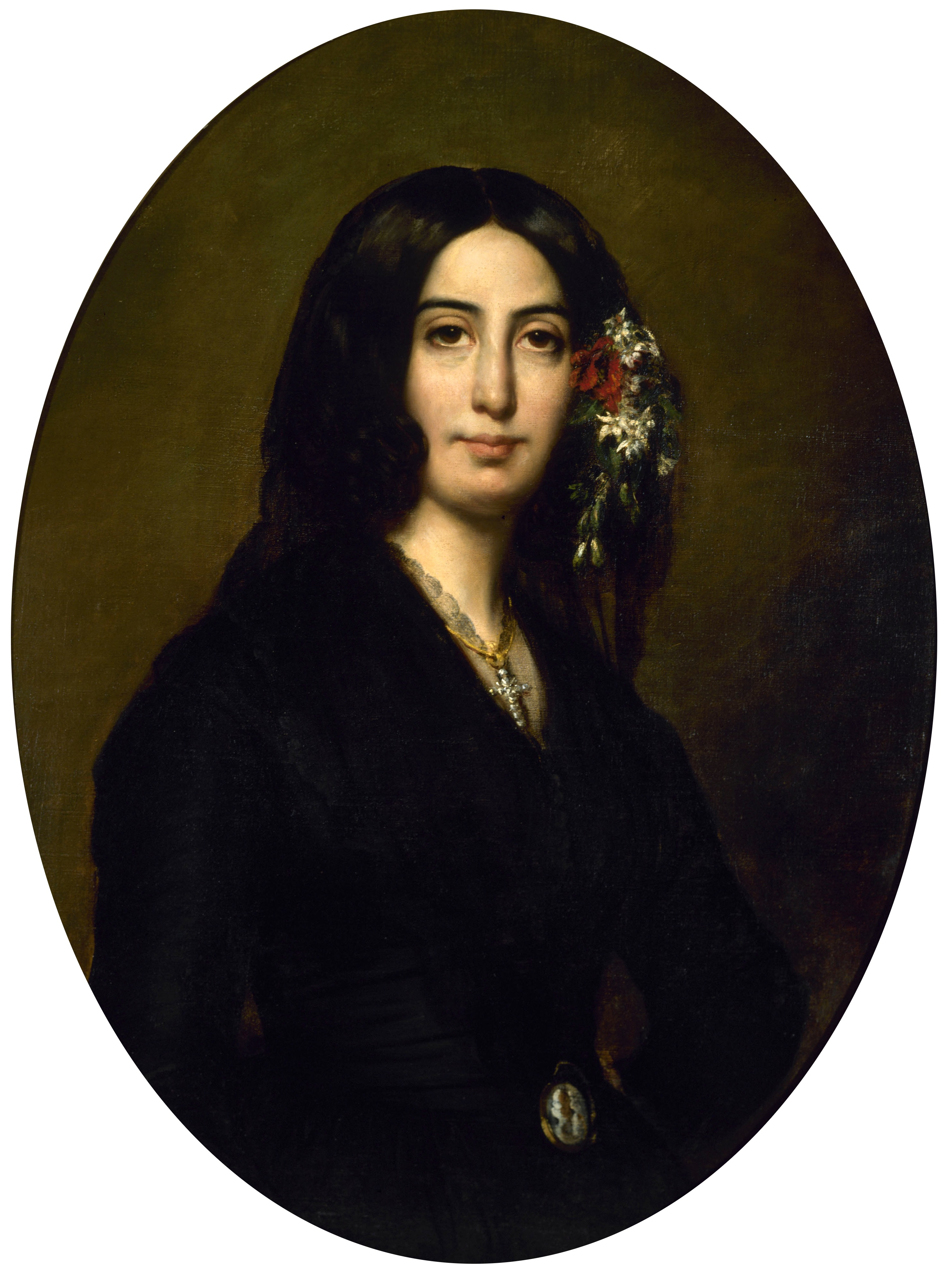
Portret van George Sand rond 1835

Medio 1833 begon Musset een stormachtige verhouding met de Franse schrijfster George Sand. De verhouding was gepassioneerd, maar eindigde abrupt in maart 1834 in Venetië. Deze op de klippen gelopen relatie betekende een klap voor Musset en gaf zijn genie een soort van pijnlijke rijpheid. Het verbreken van de relatie had een blijvend effect op Musset: hij verloor zijn vrolijkheid en toonde gevoelens van wrangheid en desillusie, gevoelens die men in zijn werken terugvindt. Na de breuk had Musset enkele kortstondige verhoudingen en raakte hij verslaafd aan absint.
Die bitterheid vindt men terug in zijn misschien wel bekendste werken: in de toneelstukken uit de periode 1833-34 (Caprices de Marianne, Lorenzaccio, On ne badine pas avec l’amour) en in de vier grote gedichten van Les Nuits (1835-37), die een ware kroniek van zijn gevoelens vormen. Uiteindelijk zal zijn relatie met Sand ook zijn weg vinden naar Mussets proza, namelijk in de quasi autobiografische roman La Confession d’un enfant du siècle (1836).

### Laatste jaren

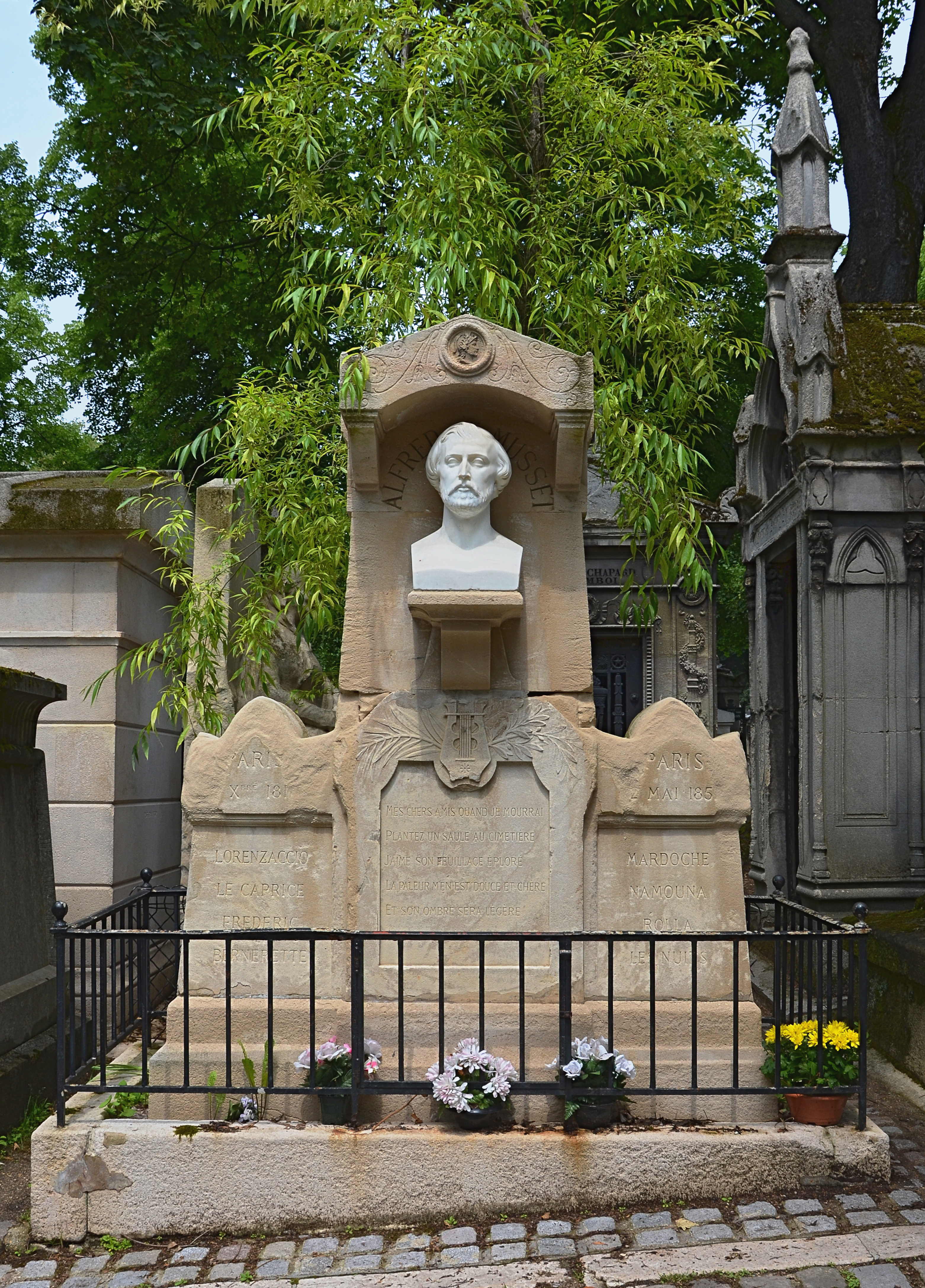
Het graf van Alfred de Musset op Père Lachaise

In de periode 1835-36 nam Musset afstand van de Romantiek. Hij veroordeelde de sentimentele excessen ervan, onder andere in vier brieven, Lettres de Dupuis et Cotonet. Hij ontdekte de mogelijkheden van een salonspel van Carmontelle en Leclercq, waardoor hij geïnspireerd werd tot het schrijven van werken als Il ne faut jurer de rien (1836), Un caprice (1836), Il faut qu’une porte soit ouverte ou fermée (1847) en On en saurait penser à tout (1849). Un caprice werd eerst opgevoerd in Rusland en werd in 1847 een succes bij de Comédie-Française onder de titel L’esprit féminin vaut mieux que tous les raisonnements. De stukken werden in 1840 gebundeld in Comédies et proverbes, waaraan hij later enkele blijspelen zoals Carmosine (1851) en Bettine (1851) toevoegde.
In de laatste jaren van zijn leven verslechterde de gezondheid van Musset. In 1852 werd hij gekozen in de Académie française, maar gleed geleidelijk weg in de eenzaamheid. Literair was hij over zijn hoogtepunt en lichamelijk was hij gesloopt. Het wonderkind van de Romantiek stierf op 46-jarige leeftijd te Parijs, toen al behoorlijk in de vergetelheid geraakt. Hij werd begraven op het kerkhof van Père-Lachaise, met op zijn graf een stuk uit zijn gedicht Le Saule.

## Literaire betekenis

### Als dichter
Mussets eerste verzenbundel, Contes d’Espagne et d’Italie, was een groot succes en werd met groot enthousiasme onthaald door de romantische schrijvers die de bundel bejubelden om zijn ongebreidelde lyrische kwaliteiten en zijn grillig ritme. Het bekendste gedicht uit deze bundel was Balade à la Lune, dat eigenlijk een parodie was van sommige producten van de romantische school. Musset lachte met hen die zijn gedicht met veel bedachtzaamheid en ernst lazen. Het gedicht is aldus een voorbeeld van Mussets parodiërende humor.
Zijn tweede grote gedichtencyclus was Les Nuits (1835-37), geschreven na zijn breuk met George Sand, en getuigt van een zekere weemoed en verscheurdheid. In de vier gedichten waaruit de cyclus bestaat vertelt Musset over zijn gevoelens en ervaringen. Hij treedt in dialoog met zijn geliefde, vertelt over zijn zin in het leven en vertrouwt ons zijn lijden toe. Les Nuits is dus autobiografisch van oorsprong. Musset gaat er op zoek naar de andere, geheime ik, die in hem verscholen ligt.
Door zijn vermogen om zijn persoonlijke liefdesgeschiedenissen op een zeer subtiele wijze te verwoorden werd Musset ook wel de dichter der jonge liefde genoemd.

### Als toneelschrijver
Nadat zijn eerste toneelstuk, La Nuit vénitienne ou les Noces de Laurette, was geflopt, schreef Musset nog enkel toneelstukken die bedoeld waren om te worden gelezen en niet te worden opgevoerd. Een spijtige zaak voor het Franse toneel, omdat Musset goed wist wat de voor- en nadelen van zowel het romantische als het klassieke toneel waren. Hij smeedde de twee stromingen tot een nieuwe methode, die helaas door niemand werd nagevolgd. Musset bracht in 1832 zijn bundel Un spectacle dans un fauteuil uit, dat maar een matig succes had, maar het was wel genoeg om gevraagd te worden om bijdragen te leveren tot de Revue des deux mondes, waarin hij in april 1833 André des Sarto publiceerde en zes weken later Les Caprices de Marianne. Deze twee stukken werden later in zijn tweede bundel uit 1834 opgenomen. Les Caprices de Marianne getuigt van een grote vrijheid van regels in vergelijking met het klassieke drama. Hij mengt hier zowel de klassieke als de romantische traditie op een vaardige manier. Hij weet komedie, bitterheid, fantasie, lyriek en het groteske schitterend met elkaar te mengen, vaak zelfs binnen een en dezelfde scène. Les Caprices de Marianne, maar ook Lorenzaccio zijn autobiografisch, waarbij figuren in de stukken (Octave in Les Caprices, Lorenzo in Lorenzaccio) verwijzen naar de auteur.
Musset is zo de enige romantische schrijver die een waar romantisch drama heeft geschreven. Het drama was volop onderwerp van gesprek in de romantische kringen, waar men druk praatte over hoe zo’n stuk de zeer complexe werkelijkheid moest weerspiegelen. Victor Hugo en Alexandre Dumas père verwerkten historische gegevens in een toneelvorm die eigenlijk niet veel verschilde van het klassieke theater, dat eigenlijk daarvoor niet geschikt was. Musset doorbrak de klassieke indeling in scènes en bedrijven en schiep schilderachtige tableaus door scènes te groeperen. Ook wat betreft de verhaallijn bracht Musset veranderingen aan. In plaats van een rechtlijnig verhaal dat naar een eindoplossing evolueert, gebruikte Musset een kronkelende lijn zonder werkelijke oplossing, zoals in het leven ook niets voor altijd wordt opgelost.
De publieke aandacht voor Mussets stukken kwam pas na zijn dood, maar het duurde ook toen nog lang voordat hij werd beschouwd als een groot dichter en prozaschrijver.

### De gespleten mens
Heel vaak vindt men in Mussets werk personages met een dubbele persoonlijkheid. In zijn vroege periode vinden wij vooral adolescenten die zoeken naar hun eigen identiteit in een vijandige maatschappij. Vaak verliezen zij hun eigen ik onder druk van die maatschappij. Voorbeelden hiervan zijn Lorenzo uit Lorenzaccio, Perdican uit On ne badine pas avec l’amour, Coelio en Octave uit Les Caprices de Marianne.
Die gespletenheid vertaalt zich vaak in personages die een aangeboren puurheid en idealisme in zich hebben en verleid worden door het losbandige leven. Deze gespletenheid vindt men trouwens ook terug in het leven van Musset zelf. Vaak zijn de personages dus een min of meer autobiografische afspiegeling van Musset zelf. In Confessions d’une enfant du siècle bijvoorbeeld geeft Octave zich over aan een losbandig leven, nadat hij ontdekt heeft dat zijn vrouw hem had bedrogen en verliest hij zo zijn puurheid en zijn geloof.

### Afkeer van bombast
Als schrijver stond Musset afkerig tegenover de romantische bombast. De excessen van de romantische school verwoordde hij trouwens in de brieven aan Dupuis en Cotonet. Musset verkoos eenvoud en gratie. Natuurlijkheid en ongemaaktheid kenmerken zijn werk.

## Kritiek
De Franse dichter Arthur Rimbaud leverde kritiek op het werk van Musset in zijn Lettres du voyant. Rimbaud zei dat Musset niets voor elkaar bracht, omdat hij zijn ogen sloot voor de visioenen.

## Doorwerking van Mussets werk
- De Franse cineast Jean Renoir werd voor La Règle du jeu geïnspireerd door Mussets stuk Les Caprices de Marianne.
- Voor de opera Edgar van de Italiaanse componist Giacomo Puccini baseerde Ferdinando Fontana het libretto op Mussets toneelstuk La Coupe et les Lèvres.
- In Mussets werk wordt vaak een tragische en weemoedige toon gevoerd, zodat men kan spreken van een ware "cultus van de smart". Deze "cultus" kan men later ook terugvinden in de werken van o. a. Charles Baudelaire en Fjodor Dostojevski.

## Werk
- A ma mère 1824
- A Mademoiselle Zoé le Douairin 1826
- Un rêve, L'Anglais mangeur d'opium 1828
- Premières poésies 1829
- Contes d'Espagne et d'Italie, La quittance du diable 1830
- Les caprices de Marianne 1831
- La coupe et les lèvres, Namouna 1831
- Un spectacle dans un fauteuil, A quoi rêvent les jeunes filles 1832
- Lorenzaccio, Les caprices de Marianne, Rolla, André del Sarto 1833
- Fantasio, On ne badine pas avec l'amour, Une nuit vénitienne, Perdican, Camille et Perdican 1834
- La quenouille de Barberine, La Nuit de mai, La nuit de décembre. Le Chandelier 1835
- Il ne faut jurer de rien, Lettre à M. de Lamartine, Faire sans dire, La nuit d'août. La confession d'un enfant du siècle, 2 vol. Poésies complètes 1836
- Un caprice, La nuit d'octobre, À la Malibran, Emmeline, Les deux maîtresses. Lettres à Dupuis et Cotonet 1837
- Le fils du Titien, Frédéric et Bernerette, L'espoir en Dieu. Dupont et Durand. Margot 1838
- Croisilles 1839
- Les deux maîtresses, Tristesse, Une soirée perdue 1840
- Souvenir, Nouvelles (« Emmeline », « Le fils du Titien », « Croisilles », « Margot ») 1841
- Le voyage où il vous plaira, Sur la paresse, Histoire d'un merle blanc, Après une lecture 1842
- Pierre et Camille, Le secret de Javotte, Les frères Van Bruck 1844
- Il faut qu'une porte soit ouverte ou fermée, Mademoiselle Mimi Pinson 1845
- Nouvelles (« Pierre et Camille », « Le secret de Javotte ») 1848
- Louison, L'Habit vert, On ne saurait penser à tout 1849
- Poésies nouvelles, Carmosine 1850
- Bettine, Faustine 1851
- D'un merle blanc  1852?
- Publicatie van Premières Poésies (tussen 1829 en 1835) en van Poésies Nouvelles (van 1836 tot 1852) 1852
- La mouche 1853
- Contes 1854

- Bibsys: 90092377
- Biblioteca Nacional de España: XX1114235
- Bibliothèque nationale de France: cb119172903 (data)
- Catàleg d'autoritats de noms i títols de Catalunya: 981058513128706706
- CiNii: DA00458993
- Digitale Bibliotheek voor de Nederlandse Letteren: muss019
- Gemeinsame Normdatei: 118585940
- International Standard Name Identifier: 0000 0001 2133 4059
- Library of Congress Control Number: n80036706
- Nationale Bibliotheek van Letland: 000051572
- Base Léonore: LH//1969/60
- MusicBrainz: e1f417ce-3fc3-4c95-99b3-c2c1f4d93d10
- Bibliotheek van het Japanse parlement: 00450897
- Nationale Bibliotheek van Tsjechië: jn19990005919
- Nationale bibliotheek van Australië: 35370803
- Nationale Bibliotheek van Israël: 987007265599605171
- Nationale Bibliotheek van Polen: a0000001184484
- Nationale en Universitaire bibliotheek Zagreb: 000009352
- Nederlandse Thesaurus van Auteursnamen: 068328249
- Réseau des bibliothèques de Suisse occidentale: 02-A000117758
- RKD-Nederlands Instituut voor Kunstgeschiedenis: 58616
- Istituto Centrale per il Catalogo Unico: CFIV044825
- LIBRIS: 210178
- SNAC: w60002sz
- Système universitaire de documentation: 027043339
- Trove: 928926
- Union List of Artist Names: 500030255
- Virtual International Authority File: 54151927
- WorldCat: E39PBJbWv34C77vcrXrMj66Frq